# Ciutat lineal
La Ciutat Lineal és un model d'organització urbanístic que es basa en la forma lineal i el creixement longitudinal de la ciutat, tenint com a punt de partida la locomoció, eix vertebrador d'aquest plantejament. Fou creat per l'urbanista, geòmetra i constructor espanyol Arturo Soria i va ser formulat al 1882, un any després del Primer Congrés Nacional d'Arquitectes (1881).

## Context històric

### Desenvolupament urbà de Madrid alseglexix
A principis del segle xix Madrid conservava intacta la fisonomia de la ciutat dels Àustries i Borbons sense cap canvi notable en el seu interior o en el seu perímetre, exceptuant les millores realitzades a càrrec de Carles III. Per tant, el creixement de la població va ser lent i orgànic.
La Guerra de la Independència (1808 – 1814) va suposar una paralització en l'expansió de la ciutat. El novembre de 1808, Tomás de Morla, un dels escollits per la Junta de Defensa per organitzar la resistència de Madrid, va presentar un pla per la fortificació de la ciutat. Tot i la poca utilitat real que va tenir aquesta respecte a l'artilleria de Napoleó, la fortificació va suposar la construcció d'un cinturó que tardaria dècades a trencar-se. No obstant això, Josep Bonaparte va posar en marxa un ambiciós pla de reforma del seu interior, en el que comptava amb la col·laboració de l'arquitecte Silvestre Pérez, de qui destacarà la gran tasca en la realització de places en la ciutat.

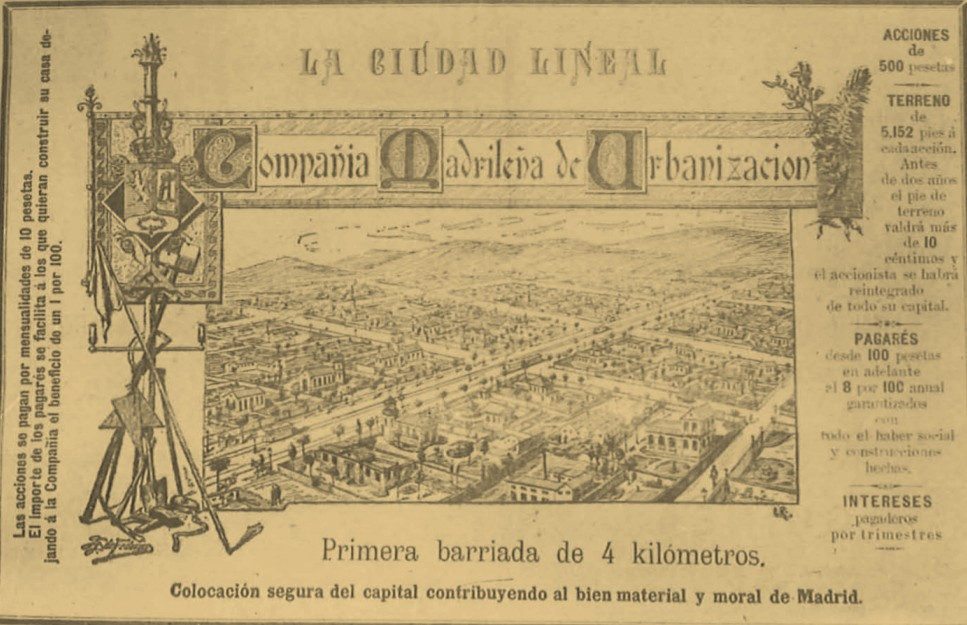
Anunci del projecte urbanístic de la Ciutat Lineal, 1895.

Durant el regnat de Ferran VII, les necessitats en les que es trobava el país van impedir qualsevol tipus de millora urbana, i ja no va ser fins al regnat d'Isabel II quan es comencen a iniciar certes reformes d'interès. Entre aquestes, destaca la reforma interior de la Puerta del Sol a càrrec de l'enginyer Lucio Valle i el projecte d'ampliació de Carlos María de Castro, el qual es va aprovar finalment al 1860 com a resposta vital a l'augment real de la població, i la futura transformació de Madrid amb motiu de la construcció de ferrocarrils i carreteres.
A la mort d'Alfons XII (1885) el creixement de la població va augmentar estrepitosament, i en conseqüència, l'extensió de la capital va arribar a duplicar-se des de principis de segle. Aquest fet va portar a plantejar-se noves reformes, algunes d'interiors, com la d'una Gran Via, i d'altres perifèriques, com la de la Ciutat Lineal d'Arturo Soria.
Partint de la idea que fer una ciutat nova és molt més rendible que no pas reformar-ne una d'existent, Arturo Soria proposa la construcció d'una Ciutat Lineal.

## Ciutat Lineal

### Aspectes estructurals de la Ciutat Lineal
| «              | Del problema de la locomoció en deriven els altres de la urbanització | » |
| — Arturo Soria |                                                                       |   |

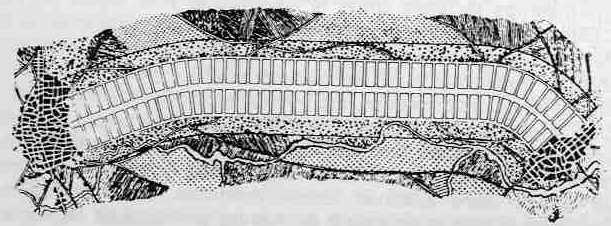
La Ciutat Lineal uneix dos ciutats punt

En el projecte inicial de la Ciutat Lineal, Arturo Soria proposava la unió de dos ciutats punt, articulada a partir de la via principal per la qual hi circularia un ferrocarril-tramvia. La locomoció esdevé, per tant, el punt de partida de tot el pensament urbanístic en un context en el que les comunicacions són essencials. D'aquesta manera, l'estructura de la ciutat respondria a aquesta necessitat, a més de representar un plantejament que optimitzaria en costos els trajectes.
Així, el projecte complet de la Ciutat Lineal consistiria en una ciutat de 52 km de longitud per 500 metres d'amplada. En cada un dels costats de les vies centrals de comunicació s'articularien les franges d'edificacions i jardins, en les que no es permetria ocupar en edificació més de la cinquena part del terreny, amb la finalitat de que la part restant fos ocupada per arbres, horts i jardins. De la mateixa manera, les edificacions construïdes no podrien tenir més de tres plantes, i les cases serien independents tenint en compte els avantatges que això comporta a nivell de lluminositat i ventilació, pensant sempre amb la màxima comoditat dels seus habitants. Aquestes franges serien paral·leles i de la mateix amplada, constituint les mançanes rectangulars. Tot el creixement de la ciutat s'hauria de fer longitudinalment per respectar l'estructura i les seves funcions.

### El llenguatge social de Soria
El que pretenia el model lineal era substituir i/o descongestionar les ciutats nucli tradicionals i donar lloc a un nou tipus de ciutat que conservés la dignitat i l'individualisme, així com el contacte amb la natura.
Aquest plantejament impossibilitaria l'especulació del terreny, ja que s'allunyaria del valor relatiu d'aquest quant a la seva proximitat vers el centre de la ciutat, tradicionalment de desenvolupament radial. Conseqüentment, tots els solars tindrien un valor igual pel fet d'estar en relació amb una línia que pot prolongar-se indefiniblement i no en un sol punt, exceptuant el nombre de metres quadrats, ja que en aquest cas si que variaria el preu. Així, la justícia en la repartició de les terres és un dels pilars fonamentals del projecte, prenent com a referència la doctrina de l'americà Henry George, esdevé la manera més pràctica, senzilla i conciliadora d'expropiar als actuals terratinents en benefici dels propis ciutadans.

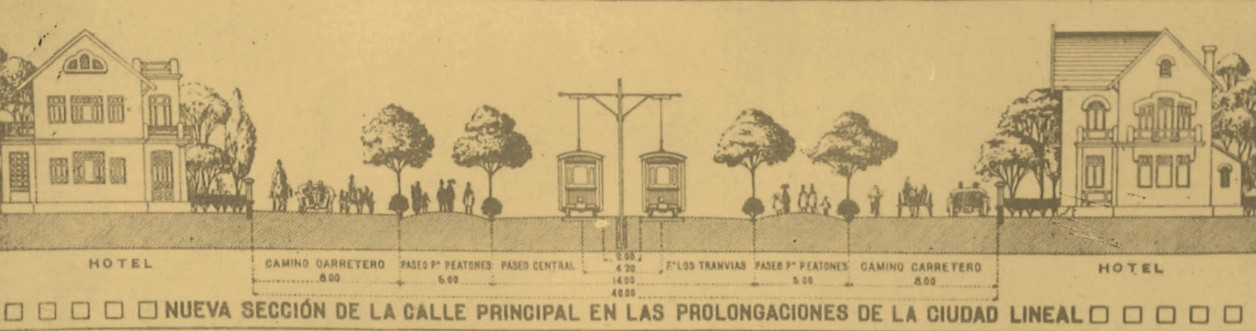
Projecte urbanístic de la Ciutat Lineal, 1895. Planificació i dibuixos publicat per la Compañia Madrileña de Urbanización (C.M.U.)

El plantejament urbanístic de Soria, conté implícit una expressió real de dimensió humana que té la voluntat de respondre a les necessitats de la societat. Ell mateix ho resumeix en tres aspectes: 
- La Ciutat Lineal Agrícola: una gran part del terreny correspondria a cada casa i estaria destinat a horts i jardins.
- La Ciutat Lineal Industrial: la unió amb l'altre ciutat punt, capital que genera un gran mercat de consum i moltes industries.
- La Ciutat Lineal Urbana: cases independents ocupades cada una per famílies.

L'àmbit laboral promou una triple projecció social dirigides a la classe alta, la mitjana i la baixa, gràcies a la seva versatilitat. A les dues primeres, se’ls ofereix diverses oportunitats laborals en empreses i industries, mentre que en la classe baixa, obrers, se’ls ofereix la possessió de la terra, defensant així la propietat individual. A més, la segregació de les diferents classes socials dins de la pròpia ciutat, serà una realitat que no es farà palpable en plantejament de Soria, ja que es mostra contrari als conjunts residencials o barri d'obrers demostrant-ho amb la forma lineal del seu pla urbanístic.

## El futur de la Ciutat Lineal
La transcendència del projecte de Soria ha influenciat notablement en moltes concepcions de l'urbanisme contemporani. L'esforç per difondre les teories del traçat lineal, no només es van centrar en establir comparacions amb altres assajos realitzats, sinó que a més va donar visibilitat i presencia a la C.M.U. (Compañía Madrileña de Urbanización) en congressos i exposicions a Espanya i més endavant a nivell internacional. El més rellevant de tots va ser al Congrés de Gant el 1913 amb representació d'Hilarión González del Castillo.
A Europa, la Ciutat Lineal havia d'acabar unint Cadis amb Sant Petersburg, connectant la major part d'urbs ja existents.
Exemples de concepcions lineals modernes són el projecte realitzat de N. A. Milyutin a la Unió Soviètica (1930), la ciutat “Metrolinear” de R. Malcomson (1956), la Ciutat Lineal de Pampus, a Amsterdam, sota la direcció de Broek i Brakema (1965) i la ciutat anglesa d'Irvine (1967).
Al llarg de la història, tot i no estar explícitament planificades d'aquesta manera, moltes localitats han adoptat una forma semblant a la de la Ciutat Lineal, tot creixent als marges d'alguna carretera, riu o canals.